# Кикодзе, Шалва Герасимович
Шалва Герасимович Кикодзе (груз. შალვა გერასიმეს ძე ქიქოძე; 1894, с. Бахви, Озургетский уезд, Кутаисская губерния — 7 ноября 1921, Фрайбург, Германия) — грузинский художник-экспрессионист, график, карикатурист и театральный декоратор, представитель Парижской школы.

## Биография
Учился в гимназии для грузинского дворянства. В 1914 году Шалва уехал в Москву и поступил на юридический факультет Московского университета. С 1916 года стал учиться в Московском училище живописи, ваяния и зодчества, но после революционных событий в 1918 вернулся в Грузию.
С 1916 — член Общества грузинских художников. Активный участник выставок, которые организовывало Общество. В том же году принял участие в экспедиции в грузинском селе Набахтеви, сделав там копии фресок XV века в местной церкви.
В 1918 году работал сценографом и декоратором в театре-студии Георгия Джабадари в Тбилиси.
При финансовой поддержке Общества грузинских художников для продолжения образования в Европе в 1919 году вместе с художниками Давидом Какабадзе и Ладо Гудиашвили отправился в Париж, в то время фактически бывший центром мирового искусства. Здесь он с друзьями-художниками поселился в знаменитой коммуне художников «Улей» (Ля Рюш), завел знакомства со многими художниками Монпарнаса, много и плодотворно работал.
В 1921 году Ш. Кикодзе тяжело заболел и отправился лечиться в Германию. 7 ноября 1921 года художник скоропостижно скончался и был похоронен в немецком городе Фрайбурге.

## Творчество
Со студенческих лет, а позже и в Тбилиси, Ш. Кикодзе сотрудничал с периодическими изданиями, в частности, с сатирическими журналами, публикуя там карикатуры на общественных деятелей. Наиболее плодотворный период его творчества пришелся на время пребывания в Париже — 1919—1921 гг.
Писал сюжетные сцены, пейзажи, портреты, карикатуры.

## Избранные картины
- Париж (1920)
- Эйфелева башня (1920)
- Париж. Лодки на Сене (1920)
- Париж. Вид на Сену (1920)
- Париж. Карусель (1920)
- Три художника (1920)
- Артистическое кафе в Париже (1920)
- Хевсурети (1920)
- Пир (Праздник Бахуса) (1920)
- Гурийские женщины
- Гурийка (1921).

Самая большая коллекция сохранившихся картин Ш. Кикодзе находится сейчас в Государственном музее искусств Грузии.

## Выставки
- Выставка Кикодзе Ш., Гудиашвили Л., Какабадзе Д. Париж, 1920—1921 («Салон независимых» и галерея «Ла Ликор»).
- Посмертная выставка Шалвы Кикодзе — 27 мая 1928 года, выставочный зал Общества грузинских художников в отеле «Ориант»[2].